# Senyoria de Vergy

Armes dels Vergy :
de gueules à trois quintefeuilles d'or
Divisa: "J'ai valu, vaux et vaudrai."
Cri de guerre: "Vergy" puis "Vergy notre daine"

Vergy fou una de les més antigues i més importants senyories del regne de França després dels gran feus.

## Història
Ja apareix al segle vii amb un Guerí germà de Saint-Léger al que el cambrer Ebroí va fer lapidar a Vergy poc abans del martiri del seu germà. El primer casal de Vergy té però un origen documentat i precís amb un altre Guerí (vers 760-819) que fou comte de Chalon, de Mâcon i d'Alvèrnia i pare de Guerí II comte d'Alvernia (fins a 839), de Chalon, Mâcon, Autun i Arle (fins vers 853), i probablement el mateix que Guerí possible comte i duc de Tolosa del 842 al 844.
Fou ancestre (potser el pare) de Manassès I de Chalon (mort el 918) anomenat Manassès “l'Antic o el Vell”, comte de Chalon, Beaune, Auxois i Oscheret (887-918), senyor de Vergy (893-918) i de Langres (894-918). Manassès s'hauria casat amb Ermengarda de Borgonya, filla probablement de Bosó V de Provença i d'un altra Ermengarda. El seu germà era Gualló (Wallon) bisbe d'Autun, junt amb el que va fundar l'abadia de Saint-Vivant a Vergy on es van depositar les relíquies del sant Vivant. Sembla que va tenir un fill del mateix nom (Manassès II de Chalon, mort vers 925) que el va succeir i fou comte d'Auxois i de Dijon i senyor de Vergy (918-925). Va seguir el seu germà de Gislebert o Gilbert de Chalon (vers 900-956), comte de Chalon, d'Autun, de Beaune, de Dijon i de Troyes, comte principal de Borgonya (952-956). Manassès II fou el pare de Rodolf o Raül de Vergy († 970), comte d'Auxois i de Dijon, senyor de Vergy (925-970) pare al seu torn de Gerard de Vergy (950-1023), senyor de Vergy (970-1023), mort sense descendència masculina.
Aquest trencament en la successió va obrir la segona dinastia de Vergy originada en Eudes (o Otó) i Enric, fills naturals del duc Otó I de Borgonya (956-965). Humbert, fill d'Enric, fou senyor de Vergy del 1023 al 1030 i després bisbe de París. Joan de Vergy, fill d'Odó o Eudes, i els seus descendents, foren senyors de Vergy. Al segle xii el rei Lluís VII de França considerava Vergy com la fortalesa més impossible de conquerir de tota França. El papa Alexandre III s'hi va refugiar el 1159. El 1185 el duc Hug III de Borgonya (1162-1192) volent forçar a Hug de Vergy (1141- 1217) a retre-li homenatge, el va assetjar durant 18 mesos sense èxit. Felip August va fer aixecar el setge el 1186.
El 1199 la senyoria va passar als ducs de Borgonya pel matrimoni d'Alix de Vergy (1170 - 1252) amb Eudes III de Borgonya (1192-1218).
El 1477 la senyoria fou inclosa als dominis de la corona francesa a la mort de Carles el Temerari de Borgonya.
Van subsistir dues branques júnior: 
- Els Vergy senyors de Beaumont (segles XII i XIII) sorgits de Simó de Vergy, germà d'Hug de Vergy (1141-1217)
- Els Vergy senyors de Mirebeau, Fouvent-Saint-Andoche, Champlitte i Autrey (1180-1625), sorgits de Guillem de Vergy (1180-1240), germà d'Alix de Vergy (1170-1252); el primer successor fou Enric I de Vergy (1205-1258) fill de Guillem.

## Llista de senyors
Primer casal de Vergy
- Manassès I de Chalon vers 893-918.
- Manassès II de Chalon 918-925.
- Gilbert de Chalon, regent?
- Rodolf o Raül de Vergy 925-970.
- Gerard de Vergy 970-1023.

Segon casal de Vergy
- Humbert 1023-1030, després bisbe de París +1060
- Joan 1030-1053 (germà).
- Robert 1053-1070 (fill).
- Elisabet 1070-1119 (filla).
- Savari 1070-1120 (marit)
- Simó 1120-1131 (fill).
- Guiu 1131-1191 (fill).
- Hug 1191-1217 (fill).
- Alix 1217-1252 (filla).
- Eudes III de Borgonya 1217-1218 (marit).